# Parlement van Namibië
Het Parlement van Namibië (Engels: Parliament of Namibia; Duits: Parlement von Namibien; Afrikaans: Parlement van Namibië) bestaat uit twee Kamers:
- de Nationale Vergadering (National Assembly) - lagerhuis, 104 leden;
- de Nationale Raad (National Council) - hogerhuis, 42 leden.

Sinds de onafhankelijkheid in 1990 wordt het parlement gedomineerd door de South West Africa People's Organisation (SWAPO), van oorsprong een bevrijdingsorganisatie.

## Parlementsgebouw
Het Parlement van Namibië is gevestigd in de hoofdstad Windhoek in een neoclassicistisch gebouw dat de naam Tintenpalast draagt en in de jaren 1912/1913 - toen Namibië een Duitse kolonie was onder de naam Duits-Zuidwest-Afrika - werd gebouwd door de Duitse architect Wilhelm Sander (1860-1930) van het architectenbureau Sander & Kock. De bouw werd verricht door dwangarbeiders die behoorden tot het volkeren der Herero en de Nama. Zij hadden de Duitse genocide op de Herero en Nama (1904-1908) overleefd en werden nadien verplicht tot slavenarbeid in dienst van de koloniale autoriteiten. Tijdens de Duitse koloniale periode die tot 1915 duurde was het gebouw in gebruik als overheidskantoor en werd het in de volksmond Tintenpalast, "Inktpaleis", genoemd vanwege het overvloedige gebruik van het inkt der ambtenaren die in het gebouw werkzaam waren.
Het omringende park (Parliaments garden / Parlementstuin) is zeer populair onder de bevolking en heeft naast o.a. bloemperken en olijfbomen een open veld. De aanleg van de tuin begon in 1931 en werd in 1934 voltooid. In 2017 was het park enige tijd gesloten voor het publiek en heeft het een opknapbeurt ondergaan.

### Afbeeldingen

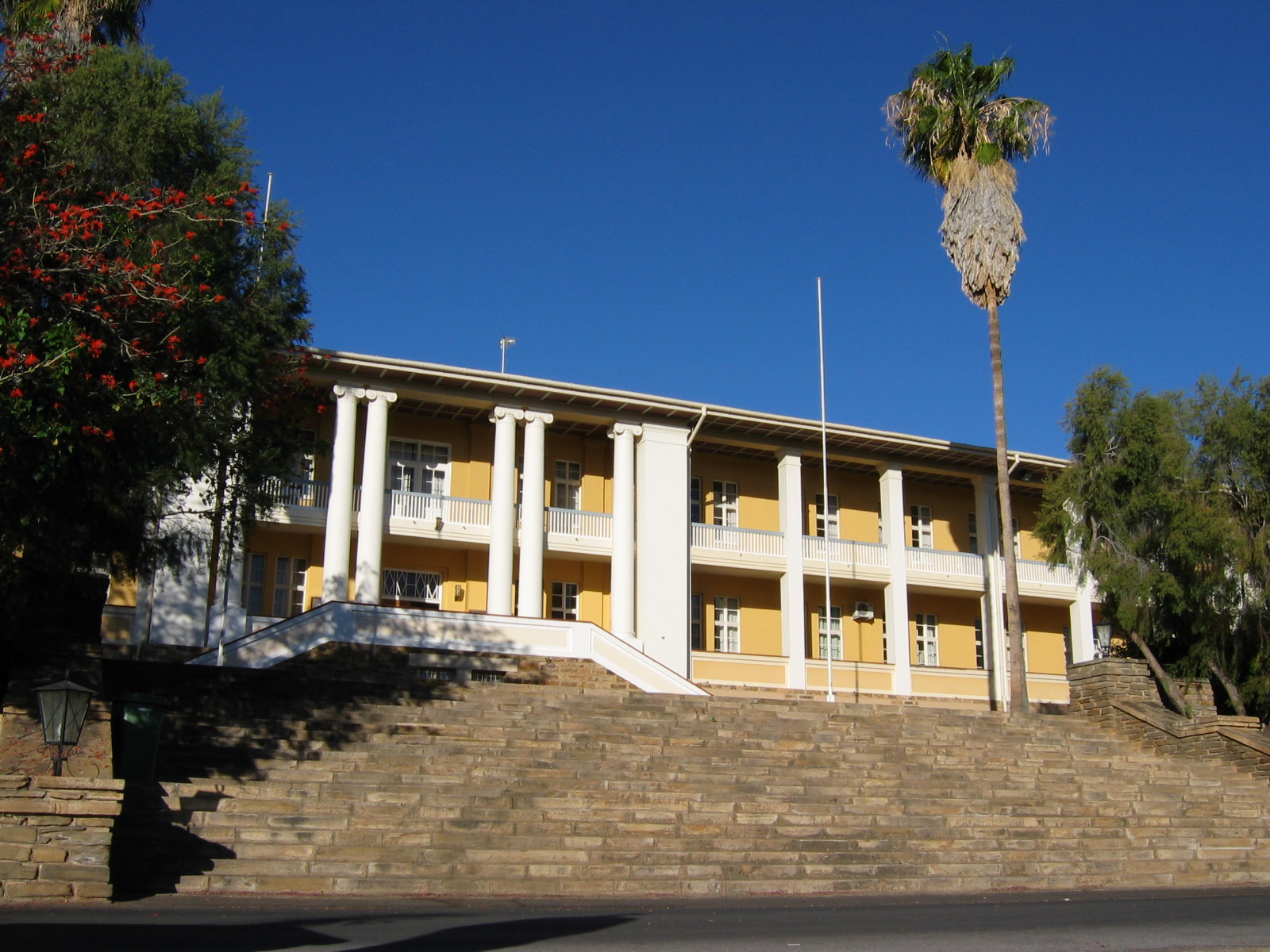
Het Parlementsgebouw (Tintenpalast) in Windhoek
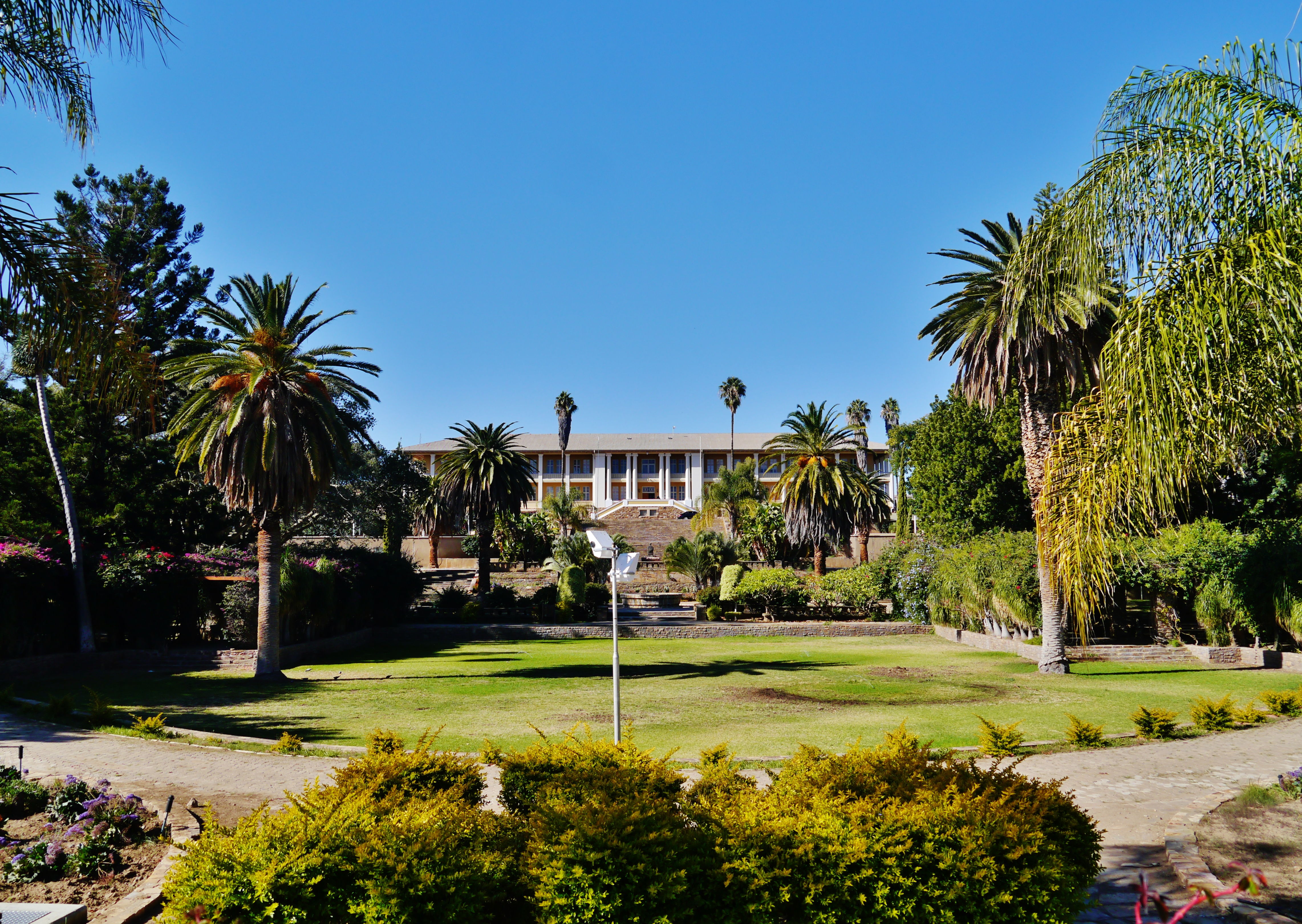
Het park bij het Tintenpalast
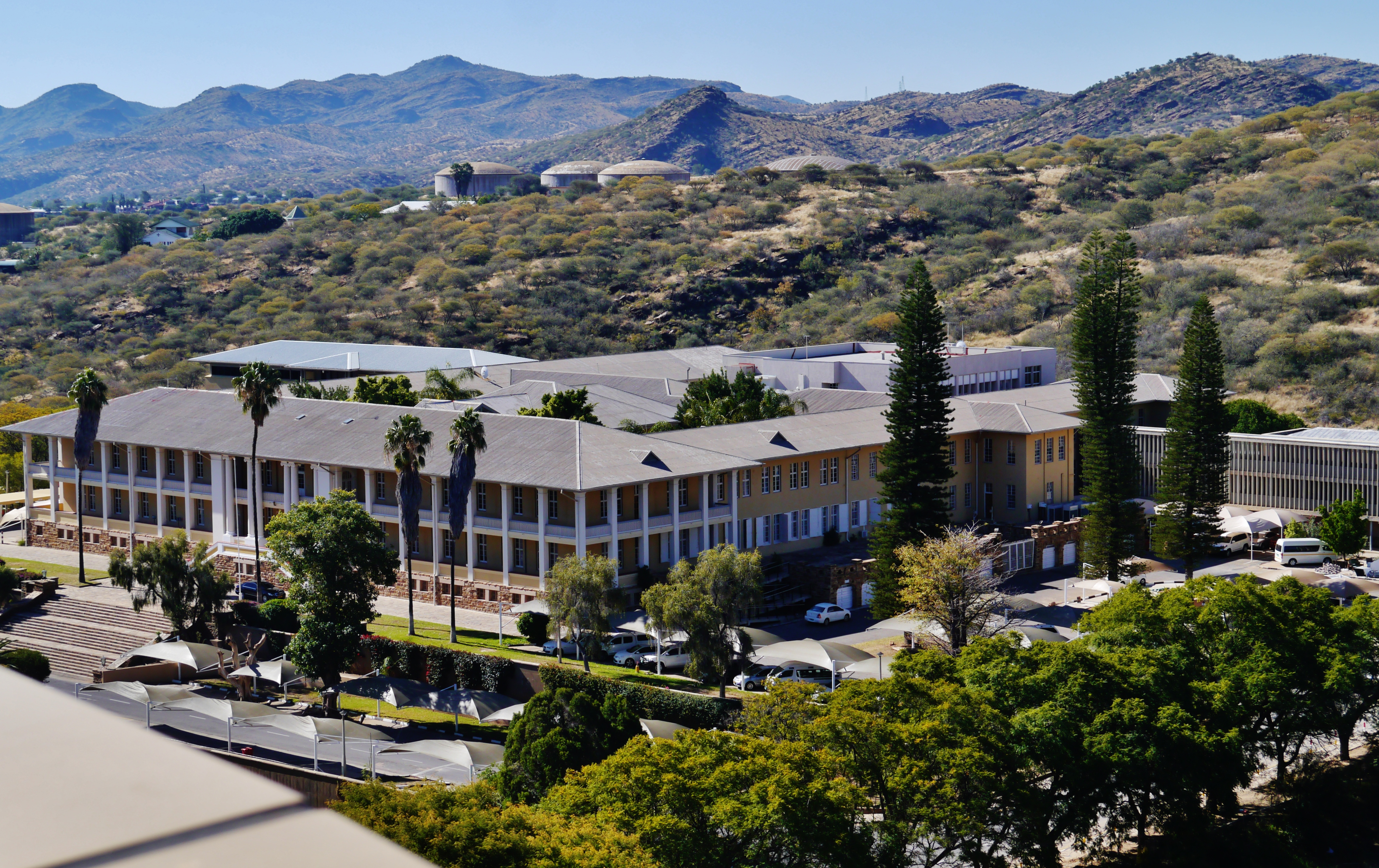
Het Tintenpalast gezien vanaf een hoger gelegen punt in stad
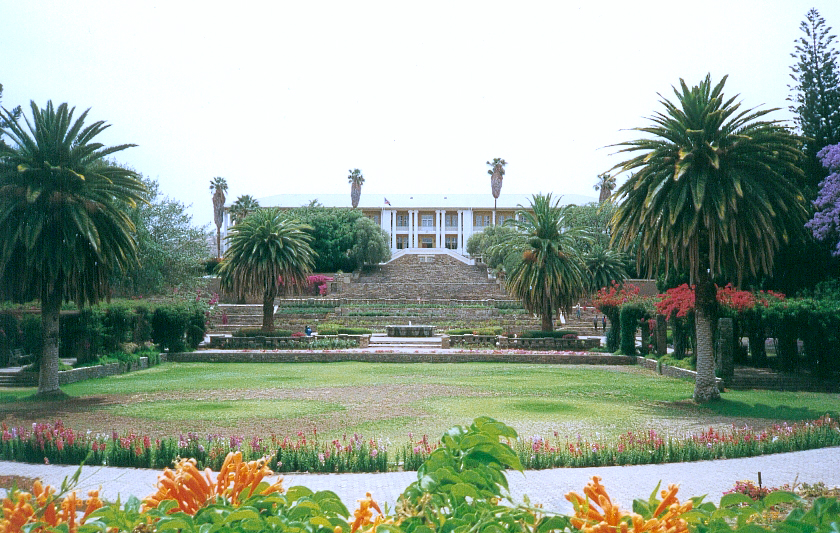
Nogmaals het park dat het Tintenpalast omringt